# Palasah (onderdistrict)
Palasah is een onderdistrict (kecamatan) van het regentschap Majalengka in de provincie West-Java, Indonesië.

## Verdere onderverdeling
Het onderdistrict Palasah is verdeeld in 13 kelurahan weergegeven met hun populaties bij de volkstelling van 2010:
| Village nummer | Naam        | Inwoners |
| -------------- | ----------- | -------- |
| 006            | Buniwangi   | 2.271    |
| 012            | Cisambeng   | 4.159    |
| 005            | Enggalwangi | 2.598    |
| 010            | Karamat     | 3.108    |
| 013            | Majasuka    | 2.626    |
| 007            | Palasah     | 3.426    |
| 008            | Pasir       | 2.557    |
| 004            | Sindanghaji | 4.042    |
| 009            | Sindangwasa | 2.108    |
| 003            | Tarikolot   | 4.128    |
| 002            | Trajaya     | 4.171    |
| 009            | Waringin    | 6.862    |
| 001            | Weragati    | 3.605    |